# Элмор (округ, Алабама)
Э́лмор (англ. Elmore County) — округ в штате Алабама, США. Официально образован 15 февраля 1866 года. По состоянию на 2010 год, численность населения составляла 79 303 человека.

## География
По данным Бюро переписи США, общая площадь округа равняется 1 701,632 км2, из которых 1 600,622 км2 суша и 101,010 км2 или 5,900 % это водоёмы.

## Население
По данным переписи населения 2000 года в округе проживает 65 874 жителей в составе 22 737 домашних хозяйств и 17 552 семей. Плотность населения составляет 41,00 человек на км2. На территории округа насчитывается 25 733 жилых строений, при плотности застройки около 16,00-ти строений на км2. Расовый состав населения: белые — 77,02 %, афроамериканцы — 20,64 %, коренные американцы (индейцы) — 0,43 %, азиаты — 0,36 %, гавайцы — 0,03 %, представители других рас — 0,48 %, представители двух или более рас — 1,04 %. Испаноязычные составляли 1,22 % населения независимо от расы.
В составе 37,40 % из общего числа домашних хозяйств проживают дети в возрасте до 18 лет, 61,40 % домашних хозяйств представляют собой супружеские пары проживающие вместе, 12,00 % домашних хозяйств представляют собой одиноких женщин без супруга, 22,80 % домашних хозяйств не имеют отношения к семьям, 20,00 % домашних хозяйств состоят из одного человека, 7,70 % домашних хозяйств состоят из престарелых (65 лет и старше), проживающих в одиночестве. Средний размер домашнего хозяйства составляет 2,66 человека, и средний размер семьи 3,07 человека.
Возрастной состав округа: 25,70 % моложе 18 лет, 8,80 % от 18 до 24, 32,10 % от 25 до 44, 22,70 % от 45 до 64 и 22,70 % от 65 и старше. Средний возраст жителя округа 35 лет. На каждые 100 женщин приходится 102,50 мужчин. На каждые 100 женщин старше 18 лет приходится 101,30 мужчин.
Средний доход на домохозяйство в округе составлял 41 243 USD, на семью — 47 155 USD. Среднестатистический заработок мужчины был 32 643 USD против 24 062 USD для женщины. Доход на душу населения составлял 17 650 USD. Около 7,40 % семей и 10,20 % общего населения находились ниже черты бедности, в том числе — 14,20 % молодёжи (тех, кому ещё не исполнилось 18 лет) и 11,30 % тех, кому было уже больше 65 лет.